# الحرب النهائية للجمهورية الرومانية
```
 
كانت الحرب الأخيرة للجمهورية الرومانية
، والمعروفة أيضًا 
بحرب أنطوني الأهلية
 أو 
الحرب بين أنطوني وأوكتافيان
، آخر 
حرب أهلية
 رومانية في 
الجمهورية الرومانية
، وقعت بين 
مارك أنطوني
 (بمساعدة 
كليوباترا
) 
وأوكتافيان
 . بعد أن أعلن 
مجلس الشيوخ الروماني
 الحرب على الملكة 
المصرية
 
كليوباترا
، خان أنطوني حبيبها وحليفها، الحكومة الرومانية وانضم إلى الحرب إلى جانب كليوباترا. بعد النصر الحاسم لأوكتافيان في 
معركة أكتيوم
، انسحبت كليوباترا وأنتوني إلى 
الإسكندرية
، حيث حاصر أوكتافيان المدينة حتى انتحر كل من أنطوني وكليوباترا.
```